# Panelus puncticollis
Panelus puncticollis är en skalbaggsart som beskrevs av Gilbert John Arrow 1931. Panelus puncticollis ingår i släktet Panelus och familjen bladhorningar. Inga underarter finns listade i Catalogue of Life.